# Ленґути
Ленґути (пол. Łęguty) — село в Польщі, у гміні Ґетшвалд Ольштинського повіту Вармінсько-Мазурського воєводства.
Населення — 298 осіб (2011).

## Демографія
Демографічна структура станом на 31 березня 2011 року:
|          | Загалом | Допрацездатний вік | Працездатний вік | Постпрацездатний вік |
| -------- | ------- | ------------------ | ---------------- | -------------------- |
| Чоловіки | 150     | 37                 | 108              | 5                    |
| Жінки    | 148     | 41                 | 87               | 20                   |
| Разом    | 298     | 78                 | 195              | 25                   |